# Памбакская котловина

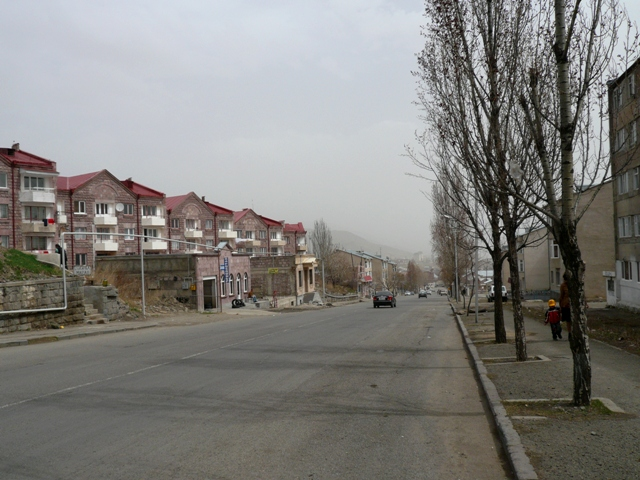
Город Спитак близ котловины

Памбакская котловина, также Памбакское плато, Памбакская равнина, — плато и котловина в Армении, на юго-западе Лорийской области, окружённая хребтами (с севера Ширакским хребтом), расположена на высоте 1770 метров над уровнем моря.
В котловине протекает река Памбак, проходит шоссейная и железная дорога, выращиваются зерновые, сахарная свёкла. Длина котловины составляет 13,5 км, ширина — 7 км, площадь — около 31,25 км². Здесь расположены сёла Мец-Парни, Ширакамут, Катнаджур, Сараландж, Гехасар, Артагюх, Хнкоян, Лусахбюр, Цахкабер, в непосредственной близи от котловины, справа расположен город Спитак.
К западу от Памбакской равнины, в 8 км расположена Ширакская котловина, к востоку, в 25 км — Ванадзорская котловина.
В 70-е годы XVIII века побывавший в Грузии немецкий путешественник И. А. Гюльденштедт, об Памбак:

Татарский округ Бампек, или Бампокс
Он расположен на Ю. от Тефлиса в провинции Сомхити, вверху вокруг Тебете (притока) Ксиа, в Араратских предгорьях, между [расположенным] от него к западу округом Барчало и турецким округом Аирумли на юго-зап., где главным городом является Карс. Жители его, как в Борчало и Казахи, терекменские татары, и среди них армяне. Они живут в такой же опустошенной, запустелой местности и являются такими же ненадежными подданными картуельского царя Ираклия, как и жители Борчало и Казахи. Названия их деревень остались для меня неизвестными.— И. А. Гюльденштедт, Путешествие по Кавказу в 1770—1773 гг.: Путешествие и наблюдения в Грузии 1771 г., 